# Warren De La Rue

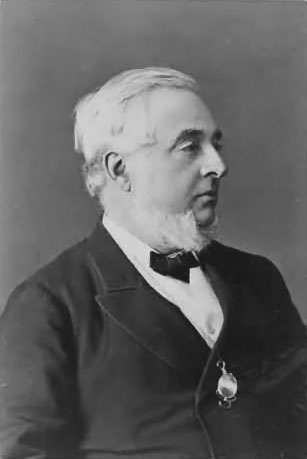
Warren de la Rue

Warren De La Rue (* 18. Januar 1815 in St. Peter Port auf Guernsey; † 19. April 1889 in London) war ein britischer Chemiker, Erfinder und Amateurastronom. Bekannt wurde er durch die ersten Himmelsfotografien.

## Leben und Werk
Warren De La Rue wurde als ältester Sohn von insgesamt 10 Geschwistern (von denen aber nur sechs das Erwachsenenalter erreichten) 1815 auf der Kanalinsel Guernsey geboren. 1818 zogen seine Eltern zurück auf das Festland und ließen sich in Shoreditch in der Nähe von London nieder. Sein Vater Thomas versprach sich geschäftlich mehr von der Großstadt und sein erstes Geschäft war die Herstellung von ’Legorn’ Strohhüten. 1830 gründete er mit Samuel Cornish and William Rock eine Firma für die Herstellung von Spielkarten und erhielt dafür das Königliche Patent. Im folgenden Jahr druckten sie den ersten Satz Karten. Ihre Geschäftsräume waren in 110 Bunhill Row, London wo sie einen Großhandel für Schreibwaren betrieben. Warren wurde für seine Erziehung nach Paris in das Collège Sainte-Barbe geschickt, da sein Vater die französische Schulbildung der englischen vorzog.
Warren zeigte schon früh Interesse an allem Mechanischen oder Elektrischen. Auch hatte er ein besonderes Zeichentalent und begann sehr sorgfältig alles zu zeichnen, was er sah und beschreiben wollte. Mit 21 Jahren schrieb er seinen ersten wissenschaftlichen Artikel über Voltaic Electricity and on the effects of a Battery charged with Sulphate of Copper, der im Dezember 1836 im Philosophical Magazine veröffentlicht wurde.
Durch den Zensus von 1841 erfahren wir, dass Warren am 17. Februar 1840 Georgiana Bowles geheiratet hatte, die ebenfalls auf Guernsey geboren war, und dass er im Geschäft seines Vaters beschäftigt war.
Das erste schriftliche Zeugnis über de La Rues Interesse an der Astronomie ist eine kurze Notiz in der Ausgabe der Royal Astronomical Society vom Dezember 1850: „Eine sehr schöne Zeichnung des Saturn von Mr. De La Rue, die er in seinem 13-Zoll (33 cm) Spiegelteleskop gesehen hat, wird im Januar-Treffen ausgestellt. Sie bestätigt völlig die Entdeckung von Mr. Bond und die Zeichnung von Mr. Dawes.“
Durch seine große Leidenschaft für die Astronomie war er mit den damals führenden Männern, insbesondere James Nasmyth und William Lassell befreundet und wichtiger noch, er hatte die astronomische Elite der Royal Astronomical Society dermaßen beeindruckt, dass sie ihn am 14. März 1850 zum Fellow wählten.
Auf der Weltausstellung von 1851 stellte Warren seine Maschine für die Herstellung von Briefumschlägen aus, die er fünf Jahre zuvor entworfen hatte. Das Schicksal wollte es, dass ganz in seiner Nähe die Fotografien des Mondes von William Cranch Bond, dem Direktor des Harvard College Observatoriums, und dem Daguerreotypisten John Adams Whipple zu sehen waren. Das war der Wendepunkt in de la Rues Leben. Von nun an interessierte er sich nicht nur für die Astronomie, sondern besonders für die Astrofotografie.
Der Zensus von 1851 zeigt, dass Warren de La Rue mit seiner Familie nach No. 7 St. Mary’s Street, Canonbury, Islington, verzogen ist. Seine Familie besteht aus einer Tochter und zwei Söhnen, zu denen noch zwei weitere kommen sollten. Über seinen Beruf erfahren wir, dass er auf den Gebieten Chemie, Mechanik, Kartenherstellung, Ingenieur und Großhandel mit Schreibwaren tätig war und insgesamt 410 Leute beschäftigte.
1857 zog Warren de La Rue nach Cranford in Middlesex (heute nahe der Landebahn des Flughafens Heathrow), wo er sich ein Observatorium für sein Teleskop baute.
Als durch James Nasmyth sein Interesse für die Astronomie geweckt wurde, konstruierte er 1850 ein 13-Zoll-Spiegelteleskop, das zunächst in Canonbury und später in Cranford aufgebaut wurde. Mit diesem Teleskop fertigte er eine Reihe von hervorragenden Zeichnungen von Himmelskörpern an.
In der Folge leistete er Pionierarbeiten in der Etablierung der Fotografie in der astronomischen Forschung und seine Bilder waren lange Zeit unübertroffen – erst Lewis Morris Rutherfurd konnte die Qualität nach 1865 weiter steigern.
Nach 1854 wendete er sich der Physik der Sonne zu und konstruierte einen Fotoheliografen, um ab 1858 tägliche Fotografien der Sonne anzufertigen. Er führte diese Arbeit bis 1872 selbst aus, zwischen 1873 und 1882 wurden sie vom Royal Greenwich Observatory fortgeführt. Am 18. Juli 1860 fotografierte er eine Sonnenfinsternis in Spanien, wobei die Bilder erstmals den solaren Ursprung der roten Flammen nachweisen konnten, die im Verlauf einer Sonnenfinsternis um den Mondschatten herum sichtbar sind.
1873 gab er die aktive Astronomie auf und übergab seine Instrumente dem Universitätsobservatorium in Oxford, dem er 1887 auch einen 13-Zoll-Refraktor übergab.
Zwischen 1856 und 1862 publizierte er zusammen mit Hugo Müller mehrere chemische Arbeiten und untersuchte zwischen 1868 und 1883 elektrische Entladungen in Gasen.
Er war zweimal Präsident der Chemical Society of London und von 1864 bis 1866 auch Präsident der Royal Astronomical Society.
Warren wurde für seine fotografischen Aufnahmen der Sonnenfinsternis 1862 mit der Goldmedaille der Royal Astronomical Society und 1864 mit der Royal Medal der Royal Society für seine Leistungen in der astronomischen Fotografie ausgezeichnet.
1850 war er als Mitglied („Fellow“) in die Royal Society gewählt worden. 1864 wurde er als korrespondierendes Mitglied in die Russische Akademie der Wissenschaften in Sankt Petersburg aufgenommen. Am 27. Dezember 1880 wurde er korrespondierendes Mitglied der Académie des sciences.
Nach ihm ist auch der Mondkrater De La Rue benannt.

## Werke
- On the total solar eclipse of July 18th, 1860, observed at Rivabellosa, near Miranda de Ebro in Spain. Taylor and Francis, London 1862; Textarchiv – Internet Archive.
- Royal Greenwich Observatory Archives, Papers of Warren De La Rue, RGO 73. janus.lib.cam.ac.uk